# Максуд Сулейман
Максуд Сулейман (крим. Maqsud Suleyman; 1909, Бігень, Таврійська губернія — 1953, Андижан) — кримськотатарський письменник. Учасник німецько-радянської війни.

## Життєпис
Народився у 1909 році в селі Бігень Перекопського повіту.
Навчався в Сімферопольській зразково-показовій дев'ятирічній школі. Закінчив Кримський педагогічний інститут (1938). Під час студентства почав писати вірші. По завершенню інституту працював відповідальним секретарем журналів «Яш ленинджилер» («Юні ленінці») і «Совет эдебияты» («Радянська література»).
У 1934 році опублікована його поема «Насібе». У 1934 році видав свою першу поетичну збірку «Спогади про Сиваш». У 1937 році його вірші «Сиваш» і «Суботники» переклав Арсеній Тарковський для збірки «Поети Криму». У 1940 році видав другу збірку віршів і разом з Ешрефом Шем'ї-заде видав хрестоматію з кримськотатарської літератури для учнів шостого класу. Автор віршів «Миллионларнынъ джевабы» (Відповідь мільйонів), «Санъа селям» (Тобі привіт), «Котериль, юртым» (Міцній, батьківщино моя), «Дженк истемеймиз» (Ми не хочемо війни), «Партизан Кемал» і «Корюшюв» (Зустріч).
З 1939 по 1941 рік проживав у Будинку фахівців у Сімферополі. Від початку німецько-радянської війни призваний до армії. Командував артилерійським розрахунком. Отримавши поранення в бою, опинився в полоні, знаходився у концтаборі.
Після депортації кримських татар у 1944 році проживав в Узбецькій РСР у місті Андижан.
Помер у 1953 році в Андижані.